# Hospital Angelina Caron

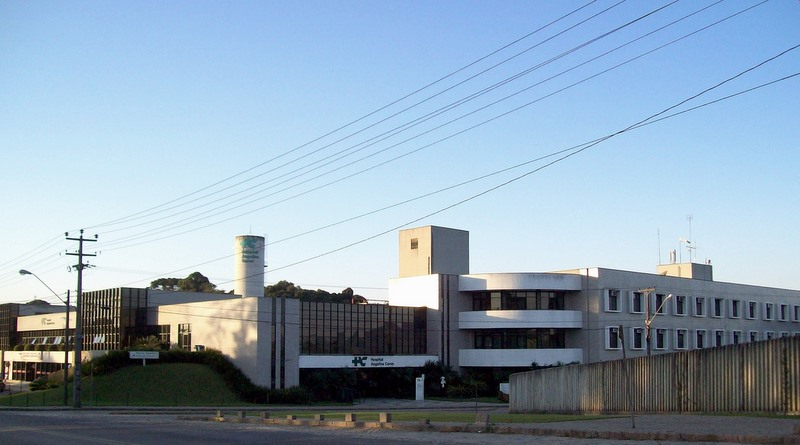
Vista lateral do hospital.

A Sociedade Hospitalar Angelina Caron, também conhecida como Hospital Angelina Caron é um centro médico hospitalar de referência no sul do país, localizado na cidade de Campina Grande do Sul, Região Metropolitana de Curitiba, no estado do Paraná.

## História
O Hospital Angelina Caron foi fundado no dia 08 de outubro de 1982 como fruto da visão empreendedora de seu pioneiro, Darvil José Caron, passos seguidos mais tarde por seus dois filhos médicos Marco Antonio Caron e Pedro Ernesto Caron...... 
O nome da instituição reverencia a memória de D. Angelina Caron, mãe do fundador do hospital, pessoa dedicada à ajuda do próximo e às obras sociais.
O ideal acalentado pelos seus pioneiros e que até hoje norteia a atuação da Sociedade Hospitalar Angelina Caron é o de contribuir efetivamente com a saúde e bem-estar da população, de modo a promover a qualidade de vida. Seus princípios e valores estão firmemente alicerçados na ética médica, na valorização e respeito ao ser humano e na sustentabilidade. Seu grande diferencial é o atendimento humanizado com qualidade e credibilidade.
Ao longo dessas quase três décadas de existência, a Sociedade Hospitalar Angelina Caron sempre apresentou crescimento virtuoso e sustentado. Isso se deve fundamentalmente aos maciços investimentos na contínua modernização dos processos, procedimentos e equipamentos, além do emprego das avançadas técnicas médicas e da permanente capacitação, qualificação e aprimoramento de seus profissionais. Essa saudável evolução também se deve ao comprometimento de todo o corpo médico e demais funcionários/colaboradores.
[[Ficheiro:Quimioterapia - Angelina Caron.jpg|miniaturadaimagem|Serviço de Quimioterapia. Hospital referência! Que Deus abençoe a todos.

## Estrutura
A instituição é dotada de amplas e modernas instalações, que ocupam quase 50.000 m² de área construída, formando um ambiente aconchegante e confortável. São ao todo 412 leitos, seis UTI’s com 112 leitos distribuídos em UTI Geral, Cardíaca, Coronariana,Transplantes Pediátrica e Neo-natal.  O hospital também dispõe de serviços de Pronto Atendimento que seguem os mais rígidos padrões internacionais de qualidade, Unidade de Dor Torácica com 12 leitos, 14 salas de cirurgia, três hemodinâmicas, Ressonância Nuclear Magnética, Cintilografia, Pet-Scan e um aparelho de tomografia computadorizada.
Atualmente, o Hospital Angelina Caron é centro de referência nacional e internacional em especialidades médicas de ponta, com ênfase no transplante de órgãos humanos. Cabe salientar que o hospital é o pioneiro no sul do Brasil nesse tipo de procedimento. Desde o primeiro transplante em 20 de dezembro de 1995, até hoje, realiza uma média de 280 transplantes/ano, compreendendo os seguintes procedimentos: cardíacos, córneas, hepático, rins, medula óssea, pulmão, pâncreas e renopancreáticos.

## Hospital de Ensino
A Sociedade Hospitalar Angelina Caron dispõe de um Núcleo de Ensino e Pesquisa responsável por organizar e otimizar as relações da instituição com o meio acadêmico. Dentre as principais atividades ligadas ao ensino podem-se citar: 
- Residência Médica creditadas pelo MEC nas seguintes especialidades: Anestesiologia, Cancerologia Cirúrgica; Cardiologia; Cirurgia Geral; Clínica Médica; Ginecologia e Obstetrícia; Oftalmologia; Ortopedia e Traumatologia; Otorrinolaringologia e Pediatria. 

- Especialidade em Cardiologia creditada pela Sociedade Brasileira de Cardiologia (SBC);
- Ligas acadêmicas como a do Trauma, Pediatria, Coração e Oncologia;
- Convênio com diversas instituições de ensino nas mais diversas áreas do conhecimento.